# Bordsändsberget
Bordsändsberget är en ö i Finland. Den ligger i Bottenhavet och i kommunen Närpes i den ekonomiska regionen  Sydösterbotten i landskapet Österbotten, i den västra delen av landet. Ön ligger omkring 69 kilometer söder om Vasa och omkring 330 kilometer nordväst om Helsingfors.
Öns area är 1,1 hektar och dess största längd är 150 meter i sydöst-nordvästlig riktning.